# Usemacã
Usemacã (em armênio: Վսեմական; romaniz.: Vsemakan; de vsem, "eminente, elevado, augusto, nobre") foi um título, comumente entendido como um nome pessoal nas fontes, utilizado na Antiguidade Tardia. Comumente parece ter sentido religioso (associado ao grego ιερός e ao latim sacer). Nas Histórias Épicas de Fausto, o Bizantino, indica alto oficial militar e ali são citados dois titulares oriundos do Império Sassânida: Demavunde e Apacã.